# Dominique Delouche
Dominique Delouche (París, 9 d'abril de 1931) és un director de cinema francès.

## Biografia
Després d'estudiar Belles Arts i formació musical (piano i cant clàssic), Dominique Delouche va conèixer a Federico Fellini, de qui va ser ajudant de tres pel·lícules: La trampa, Les nits de Cabiria i La Dolce Vita
Del 1960 al 1967, va produir i dirigir curtmetratges. Després va dirigir llargmetratges: 24 hores de la vida d'una dona (1968, selecció oficial del 21è Festival Internacional de Cinema de Canes), L'Homme de désir (1971, premi Max Ophüls) i Divine (1975) amb Danielle Darrieux. També fa escenaris, crea escenaris i vestits per a l'Opera de París i el Festival d'Ais de Provença: Werther, Le Roi malgré lui (1978), Didon et Énée (1972) .
El 1970 va editar i filmar per a la televisió francesa l'òpera La Voix humaine (text de Cocteau i música de Francis Poulenc, direcció Georges Prêtre), amb l'actriu que va fer paper el 1959, la cantant Denise Duval, amb qui el 1998 va filmar una lliçó d'interpretació d'aquesta Voix humaine, Denise Duval, ou la Voix retrouvée.
Des de 1980, Dominique Delouche es va dedicar a les pel·lícules de dansa, amb l'objectiu de transmetre el coneixement de les majors figures del ballet del segle xx.
El 2008, la Lincoln Center Film Society va fer un homenatge a Dominique Delouche per "tota la seva obra". És cavaller de l'Orde de les Arts i les Lletres.

## Trajectòria

### Cinema
| Any       | Gènere                  | Títol                                                                                   | Actors principals | Nota                                                                   |
| --------- | ----------------------- | --------------------------------------------------------------------------------------- | --- | ---------------------------------------------------------------------- |
| 1955      | llargmetratge           | Il bidone                                                                               | Broderick Crawford, Richard Basehart, Giulietta Masina | 2n assistent de director                                               |
| 1957      | llargmetratge           | Le notti di Cabiria                                                                     | Giulietta Masina, François Périer | 1r assistent de director, assistent de producció, actor (no acreditat) |
| 1957      | llargmetratge           | This Angry Age                                                                          | Silvana Mangano, Anthony Perkins, Jo Van Fleet | 2n assistent de director                                               |
| 1959      | llargmetratge           | Béatrice ou la servante folle                                                           | Valentina Cortese, Valeria Ciangottini | режиссёр                                                               |
| 1960      | llargmetratge           | La dolce vita                                                                           | Marcello Mastroianni, Anita Ekberg, Anouk Aimée | 1r assistent de director                                               |
| 1960      | sèrie documental.       | Fellini                                                                                 | Dominique Delouche, Federico Fellini, Giulietta Masina | ell mateix                                                             |
| 1960      | curtmetratge doc.       | Le spectre de la danse                                                                  | Nina Vyroubova, Serge Lifar, Attilio Labis, Youly Algaroff, Serge Golovine, Yves Brieux                                                                      | director i guionista                                                   |
| 1961      | curtmetratge doc.       | Maurice Gendron : la métamorphose du violoncelle                                        | Maurice Gendron | director                                                               |
| 1962      | curtmetratge doc.       | La Messe sur le monde                                                                   | | director i guionista                                                   |
| 1962      | curtmetratge doc.       | Edith Stein                                                                             | Edith Stein | director                                                               |
| 1963      | curtmetratge doc.       | L'Adage                                                                                 | Nina Vyroubova, Attilio Labis | director                                                               |
| 1964—1966 | sèrie de televisió doc. | Chroniques de France, 1964 : episodi Cendrillon aux Champs-Élysées, 1966: episodi Three | Agnès Varda, Tessa Beaumont, Geraldine Chaplin | director                                                               |
| 1965      | mig metratge            | Le Mime Marcel Marceau                                                                  | Marcel Marceau | director                                                               |
| 1966      | curtmetratge doc.       | Aquarelle                                                                               | | director                                                               |
| 1966      | curtmetratge doc.       | Avec Claude Monet                                                                       | Daniel Gélin | director i guionista                                                   |
| 1967      | curtmetratge doc.       | Dina chez les rois                                                                      | Arletty (voix) | director i guionista                                                   |
| 1967      | curtmetratge doc.       | But                                                                                     | | director, operador de càmara i guionista                               |
| 1968      | llargmetratge           | 24 hores de la vida d'una dona                                                          | Danielle Darrieux, Robert Hoffmann, Romina Power | director i guionista                                                   |
| 1969      | llargmetratge           | L'Homme de désir                                                                        | Eric Laborey, Emmanuelle Riva, François Timmerman | director i guionista                                                   |
| 1971      | film doc.               | La Voix humaine (pel·lícula)                                                            | Denise Duval | director                                                               |
| 1973      | telefilm                | Opéra pour Baudelaire                                                                   | Ludmila Mikaël, Martine Chevallier | director                                                               |
| 1974      | curtmetratge doc.       | La Mort du jeune poète                                                                  | Dominique Leverd (veu) | director, productor i guionista                                        |
| 1975      | llargmetratge           | Divine                                                                                  | Danielle Darrieux, Jean Le Poulain | director                                                               |
| 1979      | sèrie de televisió      | Le Petit Théâtre d'Antenne 2, 1979 : episodi 1 Achats de Noël                           | André Dussollier, Danièle Lebrun | director                                                               |
| 1978      | telefilm                | Werther                                                                                 | Alain Vanzo, Francine Arrauzau, Danièle Chlostowa | director                                                               |
| 1979      | telefilm                | Le Triomphe de l'amour                                                                  | Michel Aumont, Fanny Delbrice, Raymond Aquaviva | chef décorateur                                                        |
| 1979      | curtmetratge doc.       | La Dame de Monte-Carlo                                                                  | Edith Stockhausen | director                                                               |
| 1980      | llargmetratge           | Le Voyage en douce                                                                      | Dominique Sanda, Geraldine Chaplin | actor (l'home al museu)                                                |
| 1982      | curtmetratge doc.       | Aurore                                                                                  | Rosella Hightower, Élisabeth Platel | director                                                               |
| 1982      | curtmetratge doc.       | Pas à pas                                                                               | Patrick Dupond, John Neumeier | director                                                               |
| 1982      | telefilm                | Petrouchka, journal d'une chorégraphie                                                  | Patrick Dupond, John Neumeier | director                                                               |
| 1983      | curtmetratge doc.       | Le Cygne                                                                                | Yvette Chauviré, Dominique Khalfouni | director                                                               |
| 1983      | sèrie de televisió      | Le Grand Échiquier, 1983 : episodi 1 Cocteau vivant                                     | | director i guionista                                                   |
| 1984      | curtmetratge doc.       | Autour de la Sylphide                                                                   | Ghislaine Thesmar, Michaël Denard, Pierre Lacotte, Yannick Stephant                                                                                          | director                                                               |
| 1985      | curtmetratge doc.       | Leçon de ténèbres (pel·lícula)                                                          | Maya Plisetskaya | director                                                               |
| 1985      | llargmetratge doc.      | Le Spectre de la danse                                                                  | Nina Vyroubova, Serge Lifar, Attilio Labis | director                                                               |
| 1986      | telefilm                | Commedia dell'arte (telefilm)                                                           | Patrick Dupond, Élisabeth Platel, Florence Clerc, Monique Loudières                                                                                          | director                                                               |
| 1987      | telefilm                | Hommage à Serge Lifar                                                                   | Marcia Haydée, Isabelle Guérin | director                                                               |
| 1988      | llargmetratge doc.      | Yvette Chauviré — Une étoile pour l'exemple                                             | Yvette Chauviré, Dominique Khalfouni, Élisabeth Maurin, Isabelle Guérin, Marie-Claude Pietragalla, Monique Loudières, Florence Clerc                         | director, productor i guionista                                        |
| 1989      | telefilm                | La Fille mal gardée                                                                     | Isabelle Hermann, James Amar, Jean-Paul Gravier | director                                                               |
| 1989      | llargmetratge doc.      | Katia et Volodia                                                                        | Ekaterina Maximova, Vladimir Vassiliev, Éric Vu-An, Galina Ulanova, Élisabeth Maurin                                                                         | director, muntador i guionista                                         |
| 1991      | curtmetratge doc.       | Lueur d'étoile                                                                          | | director                                                               |
| 1991      | llargmetratge doc.      | Comme les oiseaux...                                                                    | Patrick Dupond, Monique Loudières, Cyril Atanassoff, Yvette Chauviré, Jerome Robbins, Violette Verdy, Manuel Legris, Jiří Kylián, Vladimir Vassiliev         | director                                                               |
| 1996      | llargmetratge doc.      | Les Cahiers retrouvés de Nina Vyroubova                                                 | Nina Vyroubova, Cyril Atanassoff, Isabelle Ciaravola, Valéry Colin, Muriel Hallé, Attilio Labis, Milorad Miskovitch, Delphine Moussin, Yann Saïz             | director                                                               |
| 1997      | llargmetratge doc.      | Serge Peretti, le dernier italien                                                       | Serge Peretti, Nicolas Le Riche, Yvette Chauviré, Claude Bessy, Cyril Atanassoff, Jean-Yves Lormeau, Emmanuel Thibault                                       | director                                                               |
| 1998      | telefilm                | Irène Aïtoff, la grande mademoiselle                                                    | Irène Aïtoff, Gabriel Bacquier, Jane Berbié, Mireille Delunsch                                                                                               | director                                                               |
| 1999      | telefilm                | Denise Duval revisitée, ou La "Voix" retrouvée                                          | Denise Duval, Sophie Fournier, Alexandre Tharaud | director i guionista                                                   |
| 2000      | llargmetratge doc.      | Maïa                                                                                    | Maya Plisetskaya, Maurice Béjart, Vladimir Vassiliev | director, productor i guionista                                        |
| 2001      | telefilm                | Alicia Markova, la légende                                                              | Alicia Markova, Élisabeth Platel, Laetitia Pujol, Myriam Ould-Brahm, Émilie Cozette, Nolwenn Daniel, Laurence Laffon, Hervé Moreau                           | director                                                               |
| 2001      | llargmetratge doc.      | Violette et Mister B.                                                                   | Violette Verdy, Nicolas Le Riche, Elisabeth Platel, Isabelle Guérin, Vladimir Malakhov, Lucia Lacarra, Monique Loudières, Elisabeth Maurin, Margaret Illmann | director                                                               |
| 2005      | llargmetratge doc.      | Serge Lifar. Musagète                                                                   | Serge Lifar, Nina Vyroubova, Claude Bessy, Attilio Labis, Cyril Atanassoff, Delphine Moussin                                                                 | director, productor i guionista                                        |
| 2009      | curtmetratge doc.       | Huit et demi en six mémos                                                               | Philippe Berodot, Aldo Carotenutto, Dominique Delouche | ell mateix                                                             |
| 2009      | sèrie de televisió doc. | Il était une fois..., 2009 : episodi La dolce vita                                      | | ell mateix                                                             |
| 2011      | llargmetratge doc.      | Balanchine in Paris                                                                     | Ghislaine Thesmar, Isabelle Ciaravola, Lucia Lacarra, Myriam Ould-Braham, Hervé Moreau                                                                       | director                                                               |

### Teatre
| Any  | Gènere       | Títol                              | Autor                                      | Lloc                                                                       | Nota                                 |
| ---- | ------------ | ---------------------------------- | ------------------------------------------ | -------------------------------------------------------------------------- | ------------------------------------ |
| 1971 | òpera        | Béatris de Planissolas             | Jacques Charpentier                        | Antic arquebisbat durant el : 24è Festival d'Ais de Provença               | director                             |
| 1972 | drama        | Esther                             | Jean Racine                                | Église Saint-Gervais-Saint-Protais de Paris durant el Festival du Marais   | director, disseny de vestuari        |
| 1974 | òpera        | Didon et Énée                      | Henry Purcell                              | Òpera Reial del Castell de Versailles                                      | director, escenògraf                 |
| 1977 | comédie      | Le triomphe de l'amour             | Pierre de Marivaux                         | Comédie-Française, Paris                                                   | escenògraf i disseny de vestuari     |
| 1978 | oratorio     | Juditha Triumphans                 | Antonio Vivaldi                            | Grand Théâtre (Bordeaux)                                                   | director                             |
| 1978 | òpera bufa   | Le Roi malgré lui                  | Emmanuel Chabrier                          | Théâtre du Capitole, Tolosa de Llenguadoc                                  | director                             |
| 1978 | òpera        | Werther                            | Jules Massenet                             | Théâtre national de l'òpera-Comique, Paris : 1982: Théâtre Graslin, Nantes | director, escenògraf                 |
| 1983 | òpera        | Le Medium                          | Gian Carlo Menotti                         | Théâtre Graslin, Nantes                                                    | director, figurinista                |
| 1983 | òpera        | Amahl et les visiteurs de la nuit  | Gian Carlo Menotti                         | Théâtre Graslin, Nantes                                                    | autor del text, director, escenògraf |
| 1984 | òpera bufa   | Manon Lescaut                      | Théâtre philharmonique de Vérone, (Italie) | Daniel-François-Esprit Auber                                               | director                             |
| 1985 | tragèdia     | Bajazet                            | Jean Racine                                | Théâtre Silvia-Monfort, Paris                                              | director, escenògraf                 |
| 1985 | drama        | Le Monologue d'Adramelech          | Valère Novarina                            | òpera Bastille, Paris, 1986: Théâtre Municipal, Annecy, Caen               | director                             |
| 1989 | ballet       | La Fille mal gardée                | Jean Dauberval / Ivo Cramér                | Ballet de l'òpera de Nantes                                                | escenògraf                           |
| 1992 | ballet       | Figaro eller Almaviva och kärleken | Louis Duport / Ivo Cramér                  | Teatre del Castell de Drottningholm, Stockholm (Sècia)                     | escenògraf                           |
| 1992 | ballet       | Jason et Médée                     | Jean-Georges Noverre / Ivo Cramér          | Ballet de l'òpera nacional del Rhin Mulhouse                               | escenògraf                           |
| 1994 | òpera        | Orlando Paladino                   | Joseph Haydn                               | Teatre del Castell de Drottningholm, Stockholm (Suècia)                    | escenògraf                           |
| 1994 | òpera-ballet | Il Pastor Fido                     | Georg Friedrich Haendel                    | Badisches Staatstheater Karlsruhe, Händel-Festspiele (Alemanya)            | disseny de vestuari                  |

### Escrits
- Geneviève Agel; Dominique Delouche. Les Chemins de Fellini.  París: Éditions du Cerf, 1956, p. 160 (col·lecció 7e art).
- Corps glorieux.  Tournai: la Renaissance du livre, 2003, p. 111 (Paroles d'aube). ISBN 2-8046-0786-0.
- Dominique Delouche. Mes felliniennes années: 1954-1960.  París: P.A.S., 2007, p. 194 (Cinéma). ISBN 978-2-9527738-1-2.
- Dominique Delouche en collaboration avec Florence Poudru. Violette Verdy.  Pantin: Centre national de la danse, 2008, p. 185 (Parcours d'artistes). ISBN 978-2-914124-36-2.
- Dominique Delouche. Max & Danielle: les années Darrieux de Max Ophuls.  Grandvilliers: la Tour verte, 2011, p. 132 (col·lecció La Muse celluloïd). ISBN 978-2-917-81908-1.
- Dominique Delouche. Visconti: le prince travesti.  París: Hermann, 2013, p. 108 (Vert paradis). ISBN 978-2-7056-8719-9.
- Dominique Delouche; Zoé Valdés; Jean-Max Méjean. Giulietta Masina: la muse de Fellini.  Grandvilliers: la Tour verte, 2013, p. 145 (col·lecció La Muse celluloïd). ISBN 978-2-917819-18-0.
- Dominique Delouche. La dernière place.  París: Orizons, 2015, p. 188 (Témoins-témoignages). ISBN 979-10-309-0042-2.

## Recompenses, nominacions i presentacions
| Recompenses | Recompenses | Recompenses |
| --- | ----------- | ----------- |
| 1963: Gran Premi del Festival de Pradas (Catalunya del Nord) : Edith Stein (1962) |             |             |
| 1963: Gran Premi de la 8a edició de la Setmana Internacional de Cinema de Valladolid (Espanya) : La messe sur le monde de Teilhard de Chardin (1963)                                                     |             |             |
| 1964: Orquídea d'Or del Festival internazionale del balletto di Nervi (Itàlia) : L'adage (1964) |             |             |
| 1964: Gòndola d'argent de la 25a Mostra Internacional de Cinema de Venècia (Itàlia) : L'adage (1964) |             |             |
| 1966: Gòndola d'argent de la 27a Mostra Internacional de Cinema de Venècia (Itàlia) : Dina chez les rois (1966)                                                                                          |             |             |
| 1966: Piatto d'argento de la Mostra Internazionale del Film Documentario de la 27a Mostra Internacional de Cinema de Venècia (Itàlia) : Avec Claude Monet (1966)                                         |             |             |
| 1967: Gran Premi delu Festival Cortina d'Ampezzo (Itàlia) : Aquarelle (1966) |             |             |
| 1968: Hauptpreis del Festival Internacional del Curtmetratge d'Oberhausen (Alemanya) : But (1967) |             |             |
| 1968: Premi a la millor posada en escena de la 2a edició del Festival Internacional d Cinema Esportiu i Turístic de Kranj (Mednarodni festival športnih in turističnih filmov) (Iugoslàvia) : But (1967) |             |             |
| 1971: Prix Max Ophüls : L'Homme de désir (1969) |             |             |
| 1974: Gran Premi al meilleur curtmetratge del Cork Film Festival (Irlanda) : La mort du jeune poète (1974)                                                                                               |             |             |
| Nominacions i selecció oficial en competició |             |             |
| 1961: selecció oficial de l'11è Festival Internacional de Cinema de Berlín (Alemanya) : Maurice Gendron, la Métamorphose du violoncelle (1961)                                                           |             |             |
| 1961: selecció oficial de la 22a Mostra Internacional de Cinema de Venècia (Itàlia) : Le spectre de la danse (1960)                                                                                      |             |             |
| 1968: selecció oficial en competició 21è Festival Internacional de Cinema de Canes: 24 hores de la vida d'una dona (1968)                                                                                |             |             |
| 1979: nominació a la Palma d'Or al millor curtmetratge del 32è Festival Internacional de Cinema de Canes: La dame de Monte Carlo (1979)                                                                  |             |             |
| 1989: Venezia Risguardi — Homenatge a Jean Cocteau a la 46a Mostra Internacional de Cinema de Venècia (Itàlia) : La voix humaine (1970)                                                                  |             |             |
| 2008: sélection Cannes Classics 2008 : 24 hores de la vida d'una dona (1968) |             |             |
| Presentacions |             |             |
| 1965: presentació en el marc del programa « Films sur l'art » de la 4a Biennale de Paris: L'Adage (1964), Parade (1965)                                                                                  |             |             |
| 2008: presentació al 19è Festival Théâtres, Bobigny (Seine-Saint-Denis) : Denise Duval revisitée, ou La "Voix" retrouvée (1999), La Dame de Monte-Carlo (1979)                                           |             |             |
| 2009: presentació al 6è Festival Internacional «Kinodance», Sant Petersburg (Rússia) : Les cahiers retrouvés de Nina Vyroubova (1996)                                                                    |             |             |